# Lijst van zesoogspinnen
Deze pagina beschrijft alle soorten uit de familie der zesoogspinnen (Segestriidae).

## Ariadna
Ariadna Audouin, 1826
- Ariadna abrilae Grismado, 2008
- Ariadna araucana Grismado, 2008
- Ariadna arthuri Petrunkevitch, 1926
- Ariadna ashantica Strand, 1916
- Ariadna barbigera Simon, 1905
- Ariadna bellatoria Dalmas, 1917
- Ariadna bicolor (Hentz, 1842)
- Ariadna bilineata Purcell, 1904
- Ariadna boesenbergi Keyserling, 1877
- Ariadna boliviana Simon, 1907
- Ariadna brevispina Caporiacco, 1947
- Ariadna burchelli (Hogg, 1900)
- Ariadna caerulea Keyserling, 1877
- Ariadna calilegua Grismado, 2008
- Ariadna canariensis Wunderlich, 1995
- Ariadna capensis Purcell, 1904
- Ariadna cephalotes Simon, 1907
- Ariadna changellkuk Grismado, 2008
- Ariadna corticola Lawrence, 1952
- Ariadna crassipalpa (Blackwall, 1863)
- Ariadna daweiensis Yin, Xu & Bao, 2002
- Ariadna decatetracantha Main, 1954
- Ariadna dentigera Purcell, 1904
- Ariadna dissimilis Berland, 1924
- Ariadna dysderina L. Koch, 1873
- Ariadna elaphra Wang, 1993
- Ariadna fidicina (Chamberlin, 1924)
- Ariadna gracilis Vellard, 1924
- Ariadna gryllotalpa (Purcell, 1904)
- Ariadna hottentotta Purcell, 1908
- Ariadna insidiatrix Audouin, 1826
- Ariadna insularis Purcell, 1908
- Ariadna insulicola Yaginuma, 1967
- Ariadna isthmica Beatty, 1970
- Ariadna javana Kulczynski, 1911
- Ariadna jubata Purcell, 1904
- Ariadna karrooica Purcell, 1904
- Ariadna kibonotensis Tullgren, 1910
- Ariadna kisanganensis Benoit, 1974
- Ariadna kolbei Purcell, 1904
- Ariadna laeta Thorell, 1899
- Ariadna lateralis Karsch, 1881
- Ariadna lebronneci Berland, 1933
- Ariadna levii Grismado, 2008
- Ariadna lightfooti Purcell, 1904
- Ariadna maderiana Warburton, 1892
- Ariadna major Hickman, 1929
- Ariadna masculina Lawrence, 1928
- Ariadna maxima (Nicolet, 1849)
- Ariadna mbalensis Lessert, 1933
- Ariadna meruensis Tullgren, 1910
- Ariadna mollis (Holmberg, 1876)
- Ariadna montana Rainbow, 1920
- Ariadna monticola Thorell, 1897
- Ariadna multispinosa Bryant, 1948
- Ariadna murphyi (Chamberlin, 1920)
- Ariadna muscosa Hickman, 1929
- Ariadna natalis Pocock, 1900
- Ariadna nebulosa Simon, 1906
- Ariadna neocaledonica Berland, 1924
- Ariadna obscura (Blackwall, 1858)
- Ariadna octospinata (Lamb, 1911)
- Ariadna oreades Simon, 1906
- Ariadna papuana Kulczynski, 1911
- Ariadna pectinella Strand, 1913
- Ariadna pelia Wang, 1993
- Ariadna perkinsi Simon, 1900
- Ariadna pilifera O. P.-Cambridge, 1898
- Ariadna pragmatica Chamberlin, 1924
- Ariadna pulchripes Purcell, 1908
- Ariadna rapinatrix Thorell, 1899
- Ariadna ruwenzorica Strand, 1913
- Ariadna sansibarica Strand, 1907
- Ariadna scabripes Purcell, 1904
- Ariadna segestrioides Purcell, 1904
- Ariadna segmentata Simon, 1893
- Ariadna septemcincta (Urquhart, 1891)
- Ariadna similis Purcell, 1908
- Ariadna snellemanni (van Hasselt, 1882)
- Ariadna solitaria Simon, 1891
- Ariadna taprobanica Simon, 1906
- Ariadna tarsalis Banks, 1902
- Ariadna thyrianthina Simon, 1908
- Ariadna tovarensis Simon, 1893
- Ariadna tubicola Simon, 1893
- Ariadna umtalica Purcell, 1904
- Ariadna ustulata Simon, 1898
- Ariadna viridis Strand, 1906
- Ariadna weaveri Beatty, 1970

## Gippsicola
Gippsicola Hogg, 1900
- Gippsicola raleighi Hogg, 1900

## Segestria
Segestria Latreille, 1804
- Segestria bavarica C. L. Koch, 1843
- Segestria bella Chamberlin & Ivie, 1935
- Segestria cavernicola Kulczynski, 1915
- Segestria croatica Doleschall, 1852
- Segestria cruzana Chamberlin & Ivie, 1935
- Segestria danzantica Chamberlin, 1924
- Segestria davidi Simon, 1884
- Segestria florentina (Rossi, 1790)
- Segestria fusca Simon, 1882
- Segestria inda Simon, 1906
- Segestria madagascarensis Keyserling, 1877
- Segestria nipponica Kishida, 1913
- Segestria pacifica Banks, 1891
- Segestria pusilla Nicolet, 1849
- Segestria pusiola Simon, 1882
- Segestria ruficeps Guérin, 1832
- Segestria saeva Walckenaer, 1837
- Segestria sbordonii Brignoli, 1984
- Segestria senoculata (Linnaeus, 1758)
  - Segestria senoculata castrodunensis Gétaz, 1889
- Segestria turkestanica Dunin, 1986